# 倉吉市立小鴨小学校
倉吉市立小鴨小学校（くらよししりつ おがもしょうがっこう）は、鳥取県倉吉市中河原にある公立小学校。

## 沿革
- 1873年（明治6年）5月 - 生田・岩倉・石塚学校設立。
- 1875年（明治8年）11月28日 - 3校を統合し小鴨区小学校設立。
- 1878年（明治11年）2月 - 岩倉分校設置。
- 1886年（明治19年） - 小鴨尋常小学校と改称、岩倉分校廃止、大宮分教場開設。
- 1887年（明治20年）4月1日 - 簡易科設置。
- 1890年（明治23年）5月5日 - 大鴨尋常小学校を分離。
- 1899年（明治32年）1月2日 - 東鴨に分教場新設。
- 1900年（明治33年）
  - 不明 - 大宮分教場を廃止。
  - 4月23日 - 小鴨尋常高等小学校と改称。
- 1941年（昭和16年）4月1日 - 国民学校令により小鴨国民学校と改称。
- 1945年（昭和20年）5月29日 - 神戸市池田国民学校35名疎開滞在。
- 1947年（昭和22年）4月1日 - 学制改革により小鴨村立小鴨小学校と改称。
- 1951年（昭和26年）4月1日 - 小鴨村が倉吉町へ編入され倉吉町立小鴨小学校と改称。
- 1953年（昭和28年）10月1日 - 市制施行により倉吉市立小鴨小学校と改称。
- 2024年（令和6年）4月1日 - 倉吉市立上小鴨小学校と統合。

## 通学区域
- 富海、下大江、東鴨、大宮、岩倉、菅原、小鴨、中河原、生田、丸山町、西倉吉町、福守町、鴨川町、北野、長坂新町、長坂町、東鴨新町[1]

## 進学先中学校
- 倉吉市立西中学校[1]

## 交通アクセス
- JR西日本山陰本線 倉吉駅より約7.5km。
- 日交バス関金線「保育園前」バス停より300m。

## 出身者
- MALTA（サックス奏者）